# Phaenocarpa laticellula
Phaenocarpa laticellula är en stekelart som beskrevs av Papp 1968. Phaenocarpa laticellula ingår i släktet Phaenocarpa och familjen bracksteklar. Inga underarter finns listade i Catalogue of Life.